# Libre graphics meeting
La Libre graphics meeting (LGM) és una conferència anual per a la discussió de programari lliure i de codi obert per al món de les arts gràfiques. La primera conferència, cofundada per Dave Neary i Dave Odin, es dugué a terme el març de 2006. Les comunitats de Inkscape, GIMP, Krita, Scribus, sK1, Blender, Open Clip Art Library, Open Font Library, i d'altres projectes, s'uneixen a través del Create Project per a celebrar aquesta conferència.

## Visió general
Duta a terme cada any des del 2006, la LGM cerca atreure a programadors, artistes, i professionals que utilitzen i desenvolupen programari gràfic lliure i de codi obert. Acull aquestes persones amb el propòsit que es creïn aplicacions gràfiques lliures d'alta qualitat. Mitjançant la col·laboració, es genera contingut comú entre les aplicacions, com pinzells i es produeixen millores en la interoperabilitat, per exemple definint formats d'arxius.

## Conferències en el decurs del temps
| Any  | Dates                   | Emplaçament            | Enllaços                           | Notes                                                                  |
| ---- | ----------------------- | ---------------------- | ---------------------------------- | ---------------------------------------------------------------------- |
| 2006 | 17 al 19 de març        | Lió, França            | Lloc web                           | Ecole d'Ingénieurs CPE.                                                |
| 2007 | 4 al 6 de maig          | Mont-real, Canadà      | Lloc web i enregistrament en video | Polytechnique de Montréal.                                             |
| 2008 | 8 a l'11 de maig        | Breslau, Polonia       | Lloc web i enregistrament en video | University of Technology.                                              |
| 2009 | 6 al 9 de maig          | Mont-real, Canadà      | Lloc web i enregistrament en video | École Polytechnique de Montréal.                                       |
| 2010 | 27 al 30 de maig        | Brussel·les, Bèlgica   | Lloc web i enregistrament en video | Pianofabriek, Bruxelles.                                               |
| 2011 | 10 al 13 de maig        | Mont-real, Canadà      | Lloc web i enregistrament en video | École Polytechnique de Montréal.                                       |
| 2012 | 2 al 5 de maig          | Viena, Austria         | Lloc web i enregistrament en video | Technikum Wien.                                                        |
| 2013 | 10 al 13 d'abril        | Madrid, Espanya        | Lloc web i enregistrament en video | MediaLab Prado.                                                        |
| 2014 | 2 al 5 d'abril          | Leipzig, Alemanya      | Lloc web i enregistrament en video | Universidad de Leipzig.                                                |
| 2015 | 30 d'abril al 3 de maig | Toronto, Canadà        | Lloc web i enregistrament en video | Universitat de Toronto.                                                |
| 2016 | 15 al 18 d'abril        | Londres, Regno Unit    | Lloc web i enregistrament en video | Universitat de Westminster.                                            |
| 2017 | 20 al 23 d'abril        | Rio de Janeiro, Brasil | Lloc web                           | Pontifícia Universidade Católica do Rio de Janeiro                     |
| 2018 | 26 al 30 d'abril        | Sevilla, Espanya       | Lloc web i enregistrament en video | Universidad de Sevilla (Facultad de Comunicación) y Tramallol          |
| 2019 | 29 de maig al 2 de juny | Saarbrücken, Alemanya  | Lloc web i enregistrament en video | K8 Institut fuer strategische Ästhetik                                 |
| 2020 | 27 al 29 de maig        | En línia               | Lloc web i enregistrament en video | Inicialment la convocatòria era a Rennes, França, del 26 al 29 de maig |
| 2021 | 27 al 30 de maig        | En línia               | Lloc web i enregistrament en video |                                                                        |

## Principals èxits
- Ha estat la plataforma on diverses comunitats han posat en comú esforços que venien fent de manera individual en la gestió digital del color. Comunitats que participen de manera activa són les de GIMP, Eye of GNOME, Krita, UFRaw, Inkscape i el projecte OpenICC, sota l'aixoplug de freedesktop.org.[2][3][4]
- Iniciativa d'OpenRaster per desenvolupar un format de fitxer d'intercanvi per a imatges rasteritzades, amb el suport de Krita, GEGL i MyPaint.[5]
- Inici del projecte UniConvertor per proporcionar importadors de CorelDRAW i WMF per a Scribus, Inkscape i qualsevol altre projecte disposat a utilitzar-los.[5]
- El programari gràfic KDE SC 4 ara utilitza LibRaw (aportació d'un equip rus)[6] en comptes de DCRaw per processar fitxers RAW,[1] que pretén aconseguir un processament més coherent i més ràpid utilitzant OpenMP i una millor extracció de metadades.
- La biblioteca LensFun per corregir automàticament diverses distorsions de les lents.[5]
- Llançament d'Open Clip Art Library 3.0.[7]
- Llançament d'Open Font Library.
- Llançament de la DeviantArt Developer API.[8]
- Mostra en públic de Milkymist.[9]
- Plataforma per a l'anunci, aplegament de col·laboradors i presentació de Valentina.